# Marco Zoppo

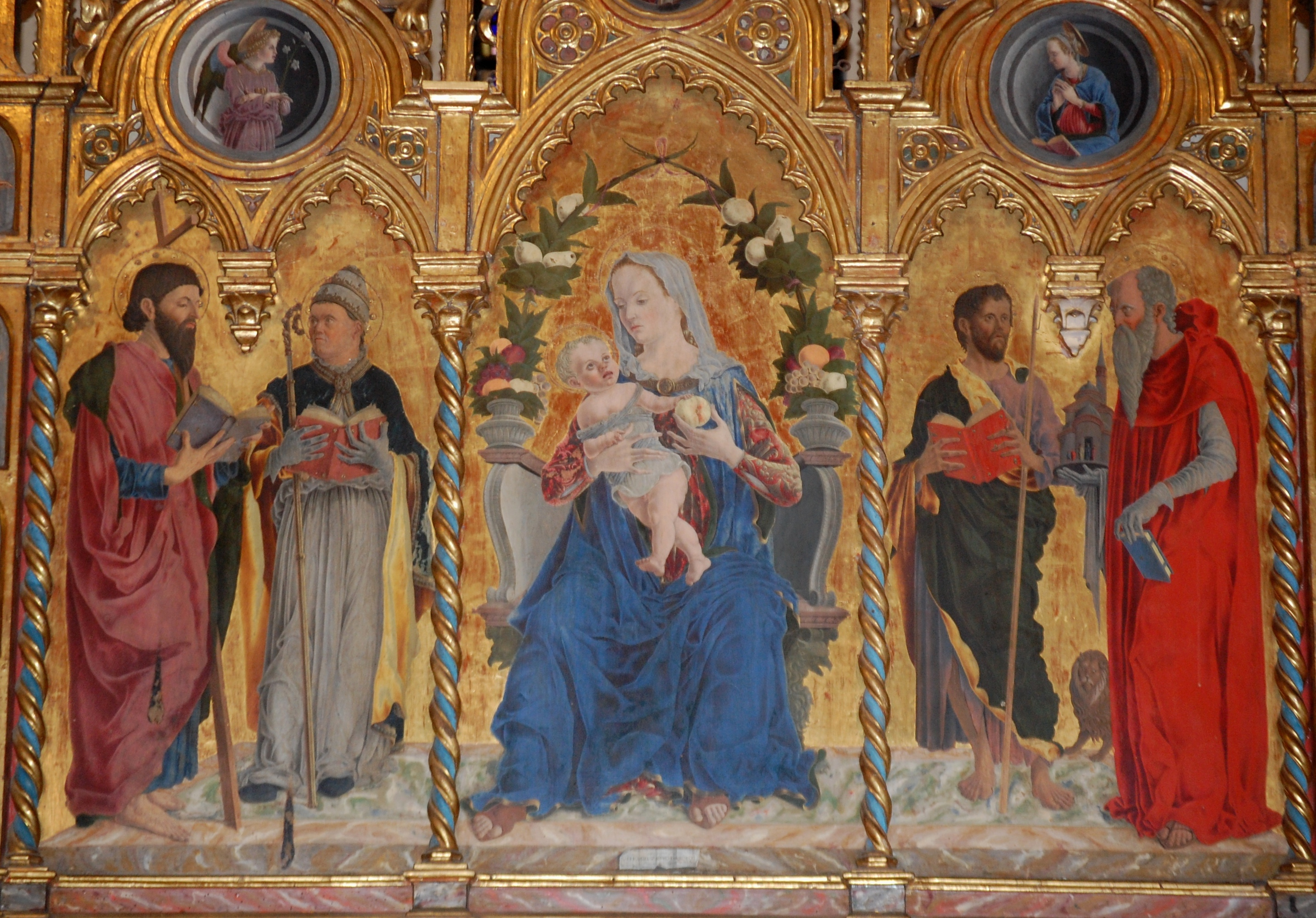
Particolare del retablo di Marco Zoppo al Collegio di Spagna, Bologna.

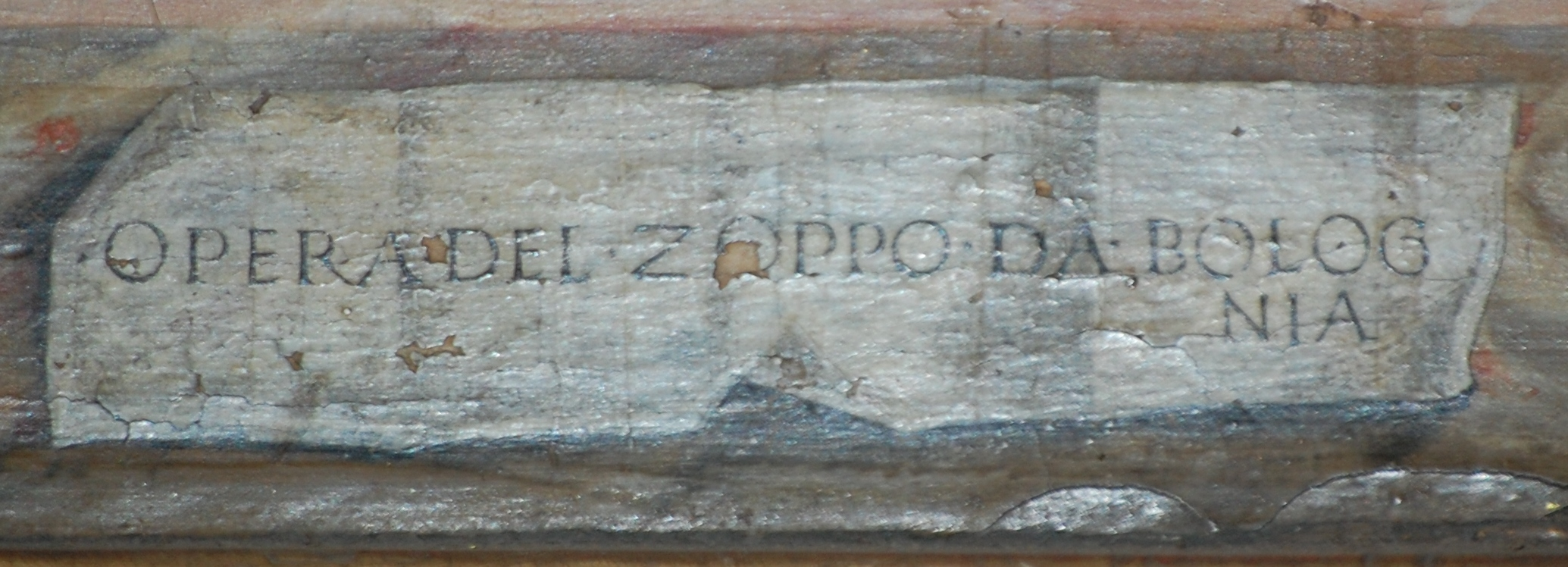
Firma di Marco Zoppo al retablo del Collegio di Spagna, Bologna.

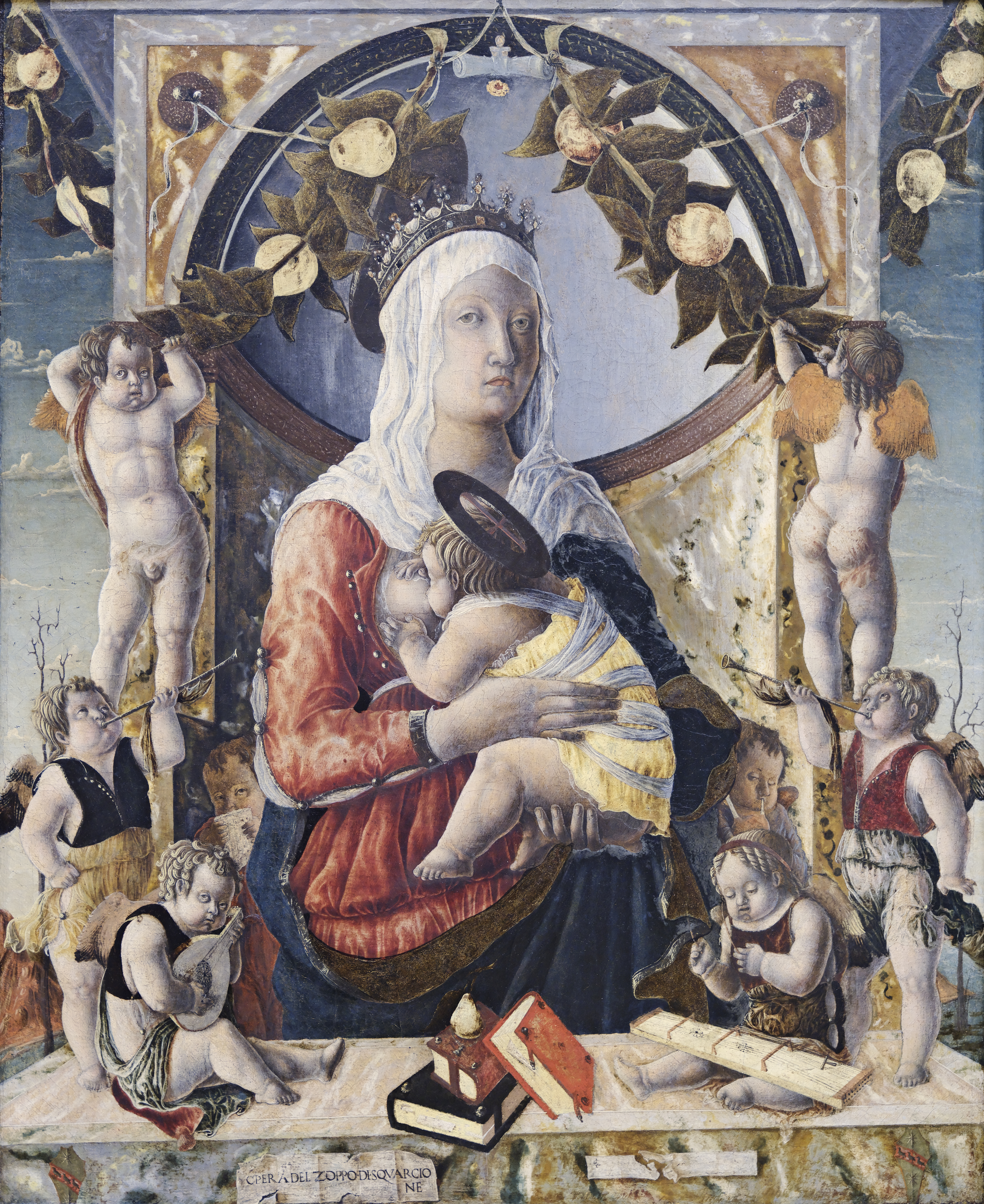
Madonna del Latte, Louvre

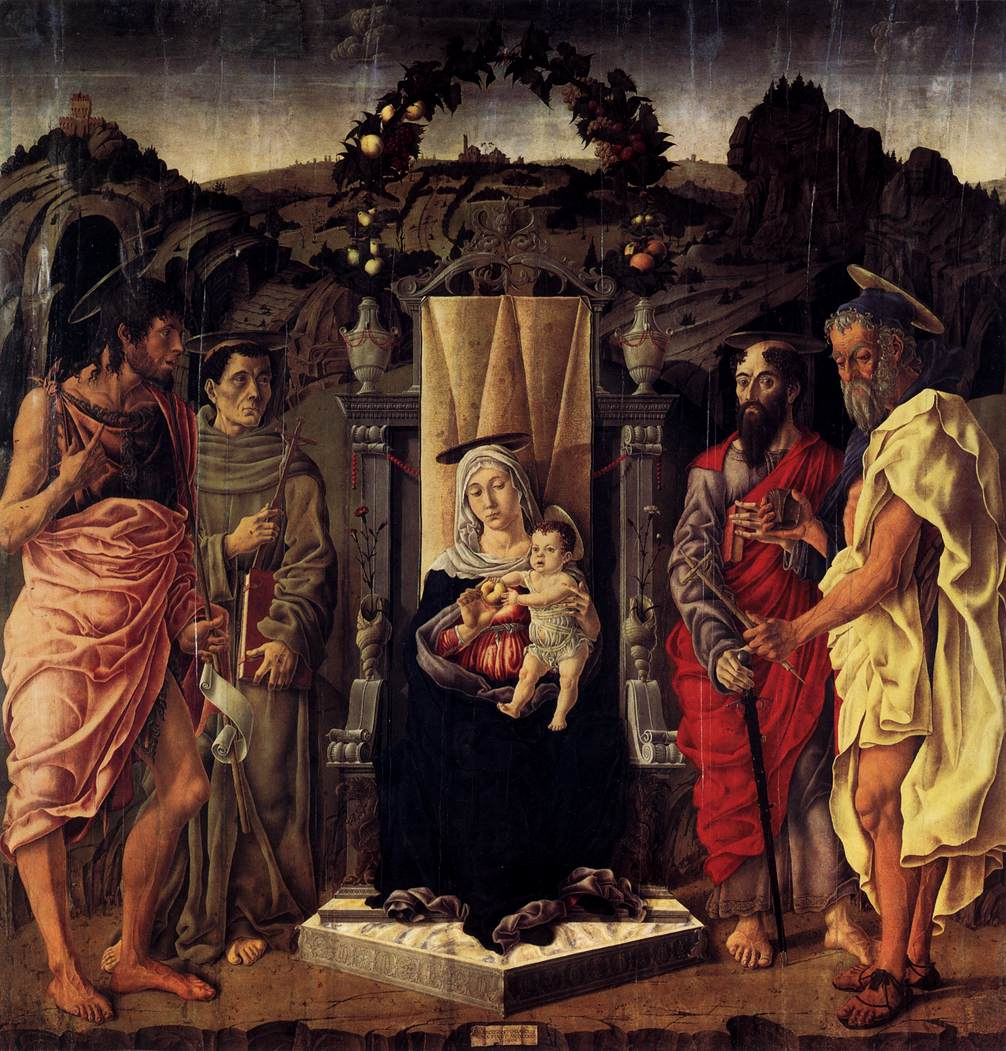
Madonna col Bambino e santi, Staatliche Museen, Berlino

Marco Ruggeri detto lo Zoppo, noto come Marco Zoppo (Cento, 1433 – Venezia, 1478) è stato un pittore italiano.

## La carriera d'artista
Il documento più antico in cui è citato Marco Ruggeri detto lo Zoppo risale al 1452, quando il giovane pittore, residente nella nativa Cento, è impegnato nella doratura di una statua della Vergine col Bambino. L'anno successivo lo Zoppo è attestato a Padova, presso la bottega del sartor e recamator Francesco Squarcione, del quale diventa ben presto figlio adottivo.
In questi anni patavini, Zoppo risulta fortemente influenzato dall'arte di Donatello, che in città aveva da poco realizzato l'imponente altare bronzeo della basilica del Santo, e dalla coeva produzione di Nicolò Pizolo e Andrea Mantegna, entrambi impiegati nella decorazione della cappella eremitana della famiglia Ovetari. A testimonianza di queste sue specifiche predilezioni, restano alcune opere fortemente influenzate dall'espressionismo plastico dello scultore toscano e dalle soluzioni scenografico-prospettiche messe a punto dai due pittori padovani all'interno del cantiere Ovetari. Tra queste la Madonna Wimborne, dal nome dell'antico proprietario, oggi conservata al Louvre e il foglio Colville del British Museum.
Nel settembre del 1455 lo Zoppo non risulta più a Padova, bensì a Venezia dove si reca per citare in giudizio il padre adottivo Squarcione, con cui rompe, in breve, ogni rapporto umano e giuridico.
È possibile che Zoppo tornasse presto a Bologna, forse già intorno al 1456. In città il pittore eseguì molti e importanti lavori, tra cui una Croce dipinta, oggi conservata al Museo dei Cappuccini, e il "Retablo" per l'altare maggiore della chiesa di San Clemente al Collegio di Spagna, realizzato in collaborazione con l'intagliatore di origine cremasca Agostino De Marchi.
Un dipinto molto ambiguo e contestato è la Testa del Battista di Pesaro, legata al nome di Marco Zoppo a seguito dell'attribuzione di Bernard Berenson, ma anche a quello di Giovanni Bellini, proposto invece da Roberto Longhi. La tesi longhiana è stata in seguito negata dallo stesso Berenson nel 1932, da Cesare Brandi nel 1949 e da Robertson nel 1960, ma difesa strenuamente da studiosi importanti, come Rodolfo Pallucchini e Alessandro Conti.

## Influenze artistiche
In un primo periodo artistico il pittore fu influenzato, tramite Squarcione, dalle opere di Donatello, a cui attinse anche il Mantegna, come si può apprezzare dai tratti marcati e decisi, quasi come fossero sculture, delle sue prime prove pittoriche. Al pari di altri "squarcioneschi", il suo stile era caratterizzato da contorni aspri e spezzati, colori intensi che fanno somigliare anche gli incarnati e i tessuti a pietre e smalti, l'uso di elementi antichi per decorazioni dal sapore erudito e l'applicazione di una prospettiva più intuitiva che scientifica. Diverso da Mantegna è poi l'esasperazione fantastica delle composizioni, con numerosi elementi decorativi, tra cui spiccano le ricche ghirlande di fiori e frutta.
In seguito Zoppo fu anche influenzato dal linguaggio pierfrancescano, appreso tra Ferrara e Bologna, città in cui il grande pittore toscano aveva eseguito alcune opere. 
In un successivo momento, però, la pittura dello Zoppo sembra subire un'ulteriore evoluzione dovuta alla conoscenza della pittura di Bellini e Antonello da Messina: le opere sono infatti caratterizzate da un uso del colore e della luce più sapiente e fluido.

## Opere
- Madonna del Latte, 1453-1455, Museo del Louvre, Parigi
- Resurrezione, Metropolitan Museum of Art, New York
- Madonna col Bambino, National Gallery of Art, Washington
- San Pietro, National Gallery of Art, Washington
- Madonna col Bambino, National Gallery of Art, Washington
- Sant'Agostino, National Gallery, Londra
- Cristo morto sostenuto da santi, National Gallery, Londra
- Cristo morto sostenuto da angeli e da san Giacomo, British Museum, Londra
- Madonna col Bambino e due putti, British Museum, Londra
- Cristo deposto sorretto dagli angeli, chiesa di San Giovanni Battista, Pesaro
- San Girolamo nella selva, Museo Thyssen-Bornemisza, Madrid
- Madonna in trono e santi, 1471, Staatliche Museen, Berlino
- Il Crocifisso di Cesena, Cesena, collezione privata,